# Liste des députés de la Mayenne
 (mai 2025).
Liste des députés de la Mayenne

## VeRépublique

### XVIIelégislature(depuis 2024)
| Circonscription           | Député                 | Parti | Parti    | Suppléant         | Autre mandat                             |
| ------------------------- | ---------------------- | ----- | -------- | ----------------- | ---------------------------------------- |
| Première circonscription  | Guillaume Garot        |       | PS       | Isabelle Fougeray | Conseiller régional des Pays de la Loire |
| Deuxième circonscription  | Géraldine Bannier      |       | MoDem    | Michel Cosme      |                                          |
| Troisième circonscription | Yannick Favennec-Bécot |       | Horizons | Bruno Lestas      |                                          |

### XVIelégislature(2022-2024)
| Circonscription           | Député                 | Parti | Parti    | Suppléant         | Autre mandat                             |
| ------------------------- | ---------------------- | ----- | -------- | ----------------- | ---------------------------------------- |
| Première circonscription  | Guillaume Garot        |       | PS       | Isabelle Fougeray | Conseiller régional des Pays de la Loire |
| Deuxième circonscription  | Géraldine Bannier      |       | MoDem    | Josiane Derouet   |                                          |
| Troisième circonscription | Yannick Favennec-Bécot |       | Horizons | Bruno Lestas      |                                          |

### XVelégislature(2017-2022)
| Circonscription           | Député            | Parti | Parti | Suppléant         | Autre mandat                                            |
| ------------------------- | ----------------- | ----- | ----- | ----------------- | ------------------------------------------------------- |
| Première circonscription  | Guillaume Garot   |       | PS    | Isabelle Fougeray | Conseiller départemental du canton de Laval-3           |
| Deuxième circonscription  | Géraldine Bannier |       | MoDem | Josiane Derouet   | Maire de Courbeveille                                   |
| Troisième circonscription | Yannick Favennec  |       | UDI   | Bruno Lestas      | Vice-président du Conseil régional des Pays de la Loire |

### XIVelégislature(2012-2017)
| Circonscription     | Identité                 | Parti                      | Suppléant             |
| ------------------- | ------------------------ | -------------------------- | --------------------- |
| 1re circonscription | M. Guillaume Garot       | PS                         | Mme Sylvie Pichot (*) |
| 2e circonscription  | M. Guillaume Chevrollier | UMP & République Solidaire | Mme Catherine Dirson  |
| 3e circonscription  | M. Yannick Favennec      | UDI                        | M. Daniel Metairie    |

(*) Sylvie Pichot a remplacé Guillaume Garot du 22 juillet 2012 au 02 mai 2014, à la suite de sa nomination au gouvernement, comme Ministre délégué à l'Agroalimentaire.

### XIIIelégislature(2007-2012)
| Circonscription     | Identité            | Parti                      | Suppléant              |
| ------------------- | ------------------- | -------------------------- | ---------------------- |
| 1re circonscription | M. Guillaume Garot  | PS                         | M. Jean-Pierre Bourdin |
| 2e circonscription  | M. Marc Bernier     | UMP & République Solidaire | Mme Marguerite Géré    |
| 3e circonscription  | M. Yannick Favennec | UMP                        | M. Daniel Metairie     |

### XIIelégislature(2002-2007)
| Circonscription     | Identité            | Parti | Suppléant           |
| ------------------- | ------------------- | ----- | ------------------- |
| 1re circonscription | M. Henri Houdouin   | UMP   | (*)                 |
| 2e circonscription  | M. Marc Bernier     | UMP   | Mme Marguerite Géré |
| 3e circonscription  | M. Yannick Favennec | UMP   | M. Daniel Metairie  |

(*) Henri Houdouin a remplacé François d'Aubert le 30 avril 2004, à la suite de sa nomination au gouvernement, comme ministre délégué, chargé de la Recherche.

### XIelégislature(1997-2002)
| Circonscription     | Identité             | Parti | Suppléant         |
| ------------------- | -------------------- | ----- | ----------------- |
| 1re circonscription | M. François d'Aubert | DL    | M. Henri Houdouin |
| 2e circonscription  | M. Henri de Gastines | RPR   | M. Marc Bernier   |
| 3e circonscription  | M. Roger Lestas      | UDF   | M. Philippe Serre |

### Xelégislature(1993-1997)
| Circonscription     | Identité             | Parti | Suppléant      |
| ------------------- | -------------------- | ----- | -------------- |
| 1re circonscription | M. Henri Houdouin    | RPR   | (*)            |
| 2e circonscription  | M. Henri de Gastines | RPR   | Norbert Bouvet |
| 3e circonscription  | M. Roger Lestas      | UDF   | Philippe Serre |

(*) Henri Houdouin a remplacé François d'Aubert (UDF) le 9 juin 1995, à la suite de sa nomination au gouvernement.

### IXelégislature(1988-1993)
| Circonscription     | Identité             | Parti | Suppléant      |
| ------------------- | -------------------- | ----- | -------------- |
| 1re circonscription | M. François d'Aubert | UDF   | Henri Houdouin |
| 2e circonscription  | M. Henri de Gastines | RPR   | Norbert Bouvet |
| 3e circonscription  | M. Roger Lestas      | UDF   | Robert Kuhn    |

### VIIIelégislature(1986-1988)
Scrutin proportionnel plurinominal par département, pas de député par circonscription. Les trois députés élus en Mayenne sont, par ordre alphabétique : 
| Identité             | Parti |
| -------------------- | ----- |
| M. François d'Aubert | UDF   |
| M. Henri de Gastines | RPR   |
| M. André Pinçon      | PS    |

### VIIelégislature(1981-1986)
| Circonscription     | Identité             | Parti | Suppléant      |
| ------------------- | -------------------- | ----- | -------------- |
| 1re circonscription | M. François d'Aubert | UDF   | Henri Houdouin |
| 2e circonscription  | M. Henri de Gastines | RPR   | Norbert Bouvet |
| 3e circonscription  | M. Roger Lestas      | UDF   | Philippe Denis |

### VIelégislature(1978-1981)
| Circonscription     | Identité                    | Parti | Suppléant           |
| ------------------- | --------------------------- | ----- | ------------------- |
| 1re circonscription | M. François d'Aubert        | UDF   | Henri Houdouin      |
| 2e circonscription  | M. Henri de Gastines        | RPR   | Norbert Bouvet      |
| 3e circonscription  | M. René Boullier de Branche | UDF   | M. Roger Lestas (*) |

(*) Roger Lestas a assuré la fin du mandat à la suite du décès de René de Branche le 15 avril 1981.

### Velégislature(1973-1978)
| Circonscription     | Identité             | Parti | Suppléant         |
| ------------------- | -------------------- | ----- | ----------------- |
| 1re circonscription | M. Pierre Buron      | UDR   | Alphonse Gouabau  |
| 2e circonscription  | M. Henri de Gastines | UDR   | Constant Poirrier |
| 3e circonscription  | M. Bertrand Denis    | RI    | Gérard Duverne    |

### IVelégislature(1968-1973)
| Circonscription     | Identité             | Parti | Suppléant         |
| ------------------- | -------------------- | ----- | ----------------- |
| 1re circonscription | M. Pierre Buron      | UDR   | Alphonse Gouabau  |
| 2e circonscription  | M. Henri de Gastines | UDR   | Constant Poirrier |
| 3e circonscription  | M. Bertrand Denis    | RI    | Guy Tertrais      |

### IIIelégislature(1967-1968)
| Circonscription     | Identité          | Parti | Suppléant        |
| ------------------- | ----------------- | ----- | ---------------- |
| 1re circonscription | M. Pierre Buron   | UNR   | Alphonse Gouabau |
| 2e circonscription  | M. Louis Fourmond | PDM   | André Pichard    |
| 3e circonscription  | M. Bertrand Denis | RI    | Guy Tertrais     |

### IIelégislature(1962-1967)
| Circonscription     | Identité          | Parti | Suppléant       |
| ------------------- | ----------------- | ----- | --------------- |
| 1re circonscription | M. André Davoust  | MRP   | Jules Coutard   |
| 2e circonscription  | M. Louis Fourmond | MRP   | André Pichard   |
| 3e circonscription  | M. Bertrand Denis | RI    | Louis Brilhault |

### Irelégislature(1958-1962)
| Circonscription     | Identité          | Parti | Suppléant     |
| ------------------- | ----------------- | ----- | ------------- |
| 1re circonscription | M. André Davoust  | MRP   | (*)           |
| 2e circonscription  | M. Louis Fourmond | MRP   | André Pichard |
| 3e circonscription  | M. Bertrand Denis | CNIP  | Marcel Le Roy |

(*) André Davoust a remplacé Robert Buron le 9 février 1959, à la suite de sa nomination au gouvernement.

## IVeRépublique

### 1956-1958
- Robert Buron - MRP
- René Monnier - UDCA (poujadiste)
- Victor Priou - Indépendants et paysans
- Maurice Cormier - SFIO

### 1951-1956
- Robert Buron - MRP
- Jean-Marie Bouvier O'Cottereau - RPF
- Pierre Elain - MRP
- Victor Priou - RPF

### 1946-1951
- Robert Buron - MRP
- Jean-Marie Bouvier O'Cottereau - PRL
- François Pinçon - MRP démissionnaire et remplacé par Pierre Elain
- Camille Lhuissier - SFIO décédé le 18 janvier 1948, remplacé par Georges Ricou

## Gouvernement Provisoire de la République Française

### Deuxième assemblée constituante (juin-novembre 1946)
- Jean-Marie Bouvier O'Cottereau - Union Républicaine (droite
- Robert Buron - MRP
- Camille Lhuissier - SFIO
- François Pinçon - MRP

### Première assemblée constituante (1945-1946)
- Jean-Marie Bouvier O'Cottereau - Union Républicaine (droite)
- Jacques Soustelle - UDSR(gaulliste)
- Robert Buron - MRP
- Camille Lhuissier - SFIO

## IIIeRépublique

### 1936-1940
- Laval : Félix Grat - Fédération républicaine, Mort pour la France le 13 mai 1940[1].
- Mayenne-2 : Jean Chaulin-Servinière - Gauche démocratique et radicale indépendante
- Château-Gontier : Jacques Duboys-Fresney - Fédération républicaine
- Mayenne-1 : Georges Denis - Alliance des républicains de gauche et des radicaux indépendants

### 1932-1936
- Laval : Joseph Boüessé - Parti socialiste français
- Château-Gontier : Guy Menant - Indépendants de gauche - Jeune République
- Mayenne-2 : Jean Chaulin-Servinière - Gauche radicale
- Mayenne-1 : Georges Denis - Républicains de gauche

### 1928-1932
Les élections législatives furent au scrutin d'arrondissement majoritaire à deux tours de 1928 à 1936.
| Circonscription | Député                  | Parti | Parti                              | Autre mandat |
| --------------- | ----------------------- | ----- | ---------------------------------- | ------------ |
| Laval           | Joseph Boüessé          |       | Parti socialiste français          |              |
| Château-Gontier | Jacques Duboys-Fresney  |       | Union républicaine et démocratique |              |
| Mayenne-1       | César Chabrun           |       | Parti socialiste français          |              |
| Mayenne-2       | Jean Chaulin-Servinière |       | Parti républicain radical          |              |

Source : Élections législatives 22-29 avril 1928 de Georges Lachapelle - https://gallica.bnf.fr/ark:/12148/bpt6k320439r.texteImage#

### 1924-1928
Les élections législatives de 1924 furent organisées au scrutin proportionnel de liste. Elles marquèrent au niveau national national la victoire du "Cartel des gauches".
Liste du Cartel d'Union nationale et républicaine
- Maurice Dutreil - Républicains de gauche
- Jacques Duboys-Fresney - Union républicaine démocratique
- César Chabrun - Républicain socialiste et socialiste français
- Guy de Montjou - Union républicaine démocratique

Source : Barodet sur le site de l'Assemblée Nationale - https://bibnum.sciencespo.fr/s/catalogue/ark:/46513/sc16m1m0#?c=&m=&s=&cv=

### 1919-1924
Les élections législatives de 1919 furent organisées au scrutin proportionnel de liste. Elles marquèrent au niveau national la victoire du "Bloc national" de centre-droit.
Liste nationale et républicaine
- Guy de Montjou - Action républicaine et sociale
- César Chabrun - Entente républicaine démocratique
- Maurice Dutreil - Entente républicaine démocratique
- Henri de Monti de Rezé - Non inscrit (Droite)
- Jacques Duboys-Fresney - Entente républicaine démocratique

Source : Barodet sur le site de l'Assemblée Nationale - https://bibnum.sciencespo.fr/s/catalogue/ark:/46513/sc16m2kz#?c=&m=&s=&cv=

### 1914-1919
- Mayenne-2 : Jean Chaulin-Servinière - Parti républicain, radical et radical-socialiste
- Laval-2 : Maurice Dutreil - Action libérale
- Laval-1 : Henri de Monti de Rezé - Non inscrit (Droite)
- Château-Gontier : Jacques Duboys-Fresney - Non inscrit (Libéral)
- Mayenne-1 : Urbain de Hercé - Droites, décédé le 7 janvier 1918, non remplacé

Sources : Journal Le Temps du 28 avril et du 12 mai 1914 sur Gallica - ,.

### 1910-1914
- Mayenne-2 : Jean Chaulin-Servinière - Gauche radicale
- Laval-2 : Maurice Dutreil - Action libérale
- Mayenne-1 : Urbain de Hercé - Droites
- Château-Gontier : Christian de Villebois-Mareuil - Droites
- Laval-1 : Victor Boissel - Gauche démocratique

Sources : Journal Le Temps du 24 avril et du 8 mai 1910 sur Gallica - ,.

### 1906-1910
- Laval-2 : Maurice Dutreil, Action libérale (Nationaliste)
- Laval-1 : Henri de Monti de Rezé, Action libérale (Monarchiste)
- Mayenne-2 : Edmond Leblanc, Action libérale (Conservateur)
- Mayenne-1 : Urbain de Hercé, Action libérale (Monarchiste)
- Château-Gontier : Louis Alphonse de Broglie, Conservateur, décédé le 26 août 1906, remplacé par Christian de Villebois-Mareuil, non-inscrit, Droites, élu le 11 novembre 1906

Sources : Journal Le Temps du 6 et du 22 mai 1906 sur Gallica - ,.

### 1902-1906
- Laval-2 : Maurice Dutreil - Action libérale, Nationaliste
- Laval-1 : Christian Daliney d'Elva, Conservateur
- Mayenne-2 : Paul Deribéré-Desgardes, Républicain progressiste
- Château-Gontier : Louis Alphonse de Broglie, Conservateur
- Mayenne-1 : Amédée Renault-Morlière, Républicain

Source : journal Le Temps du 29 avril et du 13 mai 1902 sur Gallica,.

### 1898-1902
- Laval-2 : Louis Heuzey - Républicains progressistes, décédé en 1901, remplace par Pierre Heuzey, Républicains progressistes
- Laval-1 : Christian Daliney d'Elva, Rallié
- Mayenne-2 : Lucien Chaulin-Servinière, Républicains progressistes, décédé en 1898, remplacé par Paul Deribéré-Desgardes, Républicains progressistes.
- Château-Gontier : Louis Alphonse de Broglie, Union des droites (Monarchiste)
- Mayenne-1 : Amédée Renault-Morlière, Républicain

Source : journal Le Temps du 10 mai et du 24 mai 1898 sur Gallica,.

### 1893-1898
- Laval-1 : Christian Daliney d'Elva, Conservateur
- Mayenne-2 : Lucien Chaulin-Servinière, Républicain progressiste
- Château-Gontier : Louis Alphonse de Broglie, Conservateur
- Mayenne-1 : Amédée Renault-Morlière, Républicain
- Laval-2 : Georges Gamard, Conservateur

Source : journal Le Temps du 22 août et du 5 septembre 1893 sur Gallica,.

### 1889-1893
- Château-Gontier : Christian de Villebois-Mareuil, Conservateur
- Laval-1 : Christian Daliney d'Elva, Conservateur
- Mayenne-2 : Lucien Chaulin-Servinière, Républicain progressiste
- Mayenne-1 : Julien Bigot, Conservateur
- Laval-2 : Charles Théophile de Plazanet, Conservateur, décédé en 1892, remplacé par Georges Gamard, Conservateur

Source : journal Le Temps du 24 septembre et du 8 octobre 1889 sur Gallica,.

### 1885-1889
- Henri de Vaujuas-Langan
- Alfred Barouille - Union des droites
- Edmond Lucien Leblanc - Union conservatrice
- Julien Bigot
- Charles Théophile de Plazanet

### 1881-1885
- Amédée Renault-Morlière
- Albert Ancel - Union des droites
- Vital Bruneau
- Charles Lecomte
- Théophile Souchu-Servinière

### 1877-1881
- Amédée Renault-Morlière
- Albert Ancel - Union des droites
- Vital Bruneau
- Eugène Bernard-Dutreil invalidé, remplacé en 1878 par Charles Lecomte
- Théophile Souchu-Servinière

### 1876-1877
- Amédée Renault-Morlière
- Albert Ancel - Union des droites
- Vital Bruneau
- Charles Lecomte
- Théophile Souchu-Servinière

### 1871-1876
- Étienne Duboys Fresney, Centre gauche
- Édouard Vilfeu, Centre droit
- Ernest Le Lasseux, Centre droit
- Victor Gaultier de Vaucenay, Union des droites
- Stanislas Daniel de Vauguyon, Union des droites, décédé le 20 avril 1871
- Ernest Le Chatelain, Centre droit
- Joseph-Augustin Boullier de Branche, Union des droites
- Julien Bigot, Centre droit
- Jules Bernard-Dutreil, Union des droites

## Second Empire

### Irelégislature(1852-1857)
- Esprit Adolphe Segrétain
- Thomas Louis Mercier
- René Duvivier décédé en 1852, remplacé par Jules Leclerc d'Osmonville

### IIelégislature(1857-1863)
- Antoine Halligon décédé en 1862
- Thomas Louis Mercier
- Jules Leclerc d'Osmonville

### IIIelégislature(1863-1869)
- Stéphane de Pierres
- Thomas Louis Mercier
- Jules Leclerc d'Osmonville

### IVelégislature(1869-1870)
- Stéphane de Pierres
- Thomas Louis Mercier
- Jules Leclerc d'Osmonville

## IIeRépublique
Élections au suffrage universel masculin à partir de 1848

### Assemblée nationale constituante (1848-1849)
- Joseph Duboys-Fresney
- Charles Goyet-Dubignon
- Louis Bigot
- Jules Roussel
- Jules Bernard-Dutreil
- François-Adolphe de Chambolle
- Paul Boudet (homme politique)
- Émile Jamet
- Louis Chenais

### Assemblée nationale législative (1849-1851)
- Charles Goyet-Dubignon
- Marie Louis de Vaujuas-Langan
- Louis Bigot
- Claude de Berset
- Jean-Baptiste Laureau
- Michel de La Broise
- Gabriel Tripier de Lozé
- Emmanuel Dambray

## Chambre des députés (Monarchie de Juillet)

### IreLégislature(1830-1831)
- Louis de Vaucelles de Ravigny
- Jean-Baptiste Bidault de Frétigné
- Charles de Lézardière
- Constant Paillard-Ducléré
- Prosper Delauney

### IIeLégislature(1831-1834)
- Jean-Baptiste Bidault de Frétigné
- Marie-Théodore de Rumigny
- Constant Paillard-Ducléré
- Prosper Delauney démissionne en 1834, remplacé par Paul Boudet (homme politique)
- Louis Didier Lecour

### IIIeLégislature(1834-1837)
- Maurice Ollivier démissionne en 1834, remplacé par Paul Boudet (homme politique)
- Jean-Baptiste Letourneux
- Jean-Baptiste Bidault de Frétigné
- Charles-Pierre Michel de Puisard
- Constant Paillard-Ducléré

### IVeLégislature(1837-1839)
- Paul Boudet (homme politique)
- Jean-Baptiste Letourneux
- Jean-Baptiste Bidault de Frétigné
- Louis Chenais
- Constant Paillard-Ducléré

### VeLégislature(1839-1842)
- Paul Boudet (homme politique)
- Jean-Baptiste Letourneux
- Louis Chenais
- Charles-Guillaume Sourdille de La Valette
- Constant Paillard-Ducléré décédé en 1839, remplacé par Ambroise Poupard-Duplessis

### VIeLégislature(1842-1846)
- Étienne Duboys Fresney
- Paul Boudet (homme politique)
- Jean-Baptiste Letourneux
- Louis Chenais
- Charles-Guillaume Sourdille de La Valette

### VIIeLégislature(17/08/1846-24/02/1848)
- Louis Bigot
- Paul Boudet (homme politique)
- Jean-Baptiste Letourneux
- Louis Chenais
- Charles-Guillaume Sourdille de La Valette
- Pierre René Martinet

## Chambre des députés des départements (2eRestauration)

### Irelégislature(1815–1816)
- Léon Leclerc
- Charles Gaspard Élisabeth Joseph de Bailly
- Étienne Thomas Déan
- Jean-Armand de Hercé

### IIelégislature(1816-1823)
- Claude-René de Berset
- Constant Paillard-Ducléré
- Prosper Delauney
- François Leclerc de Beaulieu
- François-Jean Lepescheux
- César Chevalier-Malibert

### IIIelégislature(1824-1827)
- Louis Joachim de Boisjourdan
- Léon Leclerc
- Louis de Hercé
- François Leclerc de Beaulieu
- Charles Gaspard Élisabeth Joseph de Bailly
- Annibal-Charles-Louis de Farcy

### IVelégislature(1828-1830)
- Arsène Avril de Pignerolles
- Léon Leclerc
- Claude-René de Berset
- Constant Paillard-Ducléré
- Prosper Delauney
- Michel du Mans de Bourglevesque
- François Leclerc de Beaulieu
- Annibal-Charles-Louis de Farcy

### Velégislature(23 juin 1830-28 juillet 1830)
- Arsène Avril de Pignerolles

## Chambre des représentants (Cent-Jours)
- Jacques Bernier
- Michel Chevallier
- Louis-Jean-Nicolas-Charles Foucher
- François-Jean Lepescheux
- Étienne Boudet
- Michel-René Maupetit

## Chambre des députés des départements (1reRestauration)
- Michel-René Maupetit
- Étienne Boudet
- Laurent Lemotheux-d'Audier

## Corps législatif(1800-1814)
- François Victor Jean de Lespérut
- Louis-Jean-Nicolas-Charles Foucher
- Laurent Lemotheux-d'Audier
- Jean-François Defermon
- Étienne Boudet
- Mathurin Enjubault
- Abraham Goyet-Dubignon
- Michel-René Maupetit
- Olivier Provost du Bourion

## Conseil des Cinq-Cents(1795-1799)
- Jean Baptiste Fanneau de Lahorie
- Pierre-Pomponne-Amédée Pocholle
- Olivier Serclot des Guyonnières
- René-Augustin Lair-Lamotte
- Jacques-François Bissy
- Noël-Gabriel-Luce Villar
- François Serveau-Touchevalier
- Mathurin Enjubault
- Edmond Louis Alexis Dubois-Crancé
- Joseph-Pierre Louveau
- Olivier Provost du Bourion
- Louis-François-Laurent Segrétain
- Jacques-Anne-Nicolas Chartier
- René-François Plaichard Choltière

## Convention nationale(1792-1795)
- Jacques-François Bissy
- François Joachim Esnue-Lavallée
- Yves-Marie Destriché
- Noël-Gabriel-Luce Villar
- François Serveau-Touchevalier
- Mathurin Enjubault
- François Grosse-Durocher
- René-François Plaichard Choltière
- René-François Lejeune

## Assemblée législative (1791-1792)
- François-Pierre-Marie-Anne Paigis
- Jacques-François Bissy
- François Joachim Esnue-Lavallée
- Gilles-Louis Richard
- César Chevalier-Malibert
- François Grosse-Durocher
- Joseph François Dupont-Grandjardin
- Mathurin Julien Dalibourg

## États générauxetAssemblée constituante(1789-1791)

### Sénéchaussée du Maine au Mans
Sénéchaussées secondaires : Laval, Beaumont-le-Vicomte, Fresnay-le-Vicomte, Sainte-Suzanne, Mamers, Château-du-Loir. (20 députés)
- Clergé.
  - 1. Bourdet (René-Robert), curé de Bouère.
  - 2. Bertereau (Louis), curé de Teillé.
  - 3. Grandin (François-Henri-Christophe), curé d'Ernée.
  - 4. Le Peletier de Feumusson (Charles-Emmanuel), chanoine régulier de la Congrégation de France, prieur-curé de Domfront-en-Champagne.
  - 5. Jouffroy de Gonssans (François-Gaspard de), évêque du Mans.

- Noblesse.
  - 6. Montesson (Jean-Louis, marquis de), procureur-syndic de la noblesse de l'assemblée provinciale du Maine.
  - 7. Hercé (Jean-François-Simon de), seigneur du Plessis, chevalier de Saint-Louis, ancien lieutenant des vaisseaux du roi, lieutenant des maréchaux de France au département de Mayenne, demeurant à Mayenne.
  - 8. Vassé (Alexis-Bruno-Etienne, marquis de), vidame du Mans, colonel du régiment Dauphin-cavalerie, chevalier de Saint-Louis, demeurant à Vassé.
  - 9. Tessé (René Mans, comte de), sire de Froullay, grand d'Espagne de la première classe, chevalier des ordres du roi, lieutenant général de ses armées et des provinces du Maine, Perche et comté de Laval, premier écuyer de la reine. Il est remplacé en 1790 par Michel René François du Mans, son suppléant.
  - 10. Fresnay (Jean-Baptiste-Joseph de Bailly, marquis de), seigneur du Bourg-Baillif, ancien capitaine au régiment du Roi-infanterie, chevalier de Saint-Louis demeurant au Château de Fresnay à Bourgneuf-la-Forêt.

- Tiers état.
  - 11. Enjubault de la Roche (René-Urbain-Pierre-Charles-Félix), juge civil du comté-pairie de Laval.
  - 12. Héliand (Gilles-René), changeur pour le roi, au Mans.
  - 13. Joüye Desroches (Pierre-Louis-François), conseiller du roi et de Monsieur, lieutenant général en la sénéchaussée et siège présidial du Mans.
  - 14. Lasnier de Vaussenay (François-Pierre), négociant en toiles, à Laval.
  - 15. Maupetit (Michel-René), avocat général ducal et procureur du roi de l'hôtel de ville de Mayenne.
  - 16. Guerin (François-René), maître des grosses forges de la Gaudiniére.
  - 17. Ménard de la Groye (François-René-Pierre), conseiller du roi, juge magistral su siège de la sénéchaussée et siège présidial du Mans.
  - 18. Lalande (Julien-Joseph de), ancien maître des eaux et forêts, lieutenant de maire d'Ernée.
  - 19. Gournay (François-René), conseiller du roi, juge au siège royal de Bourg-Nouvel, à Mayenne.
  - 20 Chenon de Beaumont (Gabriel-François), conseiller en l'élection du Mans.

#### Suppléants. (8)
- Noblesse.
  - 1. Choiseul (Antoine-César de), comte de Praslin, seigneur de Maugé, lieutenant général des huit évêchés de la Basse-Bretagne, colonel du régiment de Lorraine-infanterie.
  - 2. Mans de Bourglevesque (Michel-René-François du), seigneur de Saint-Jean-sur-Erve, demeurant à Laval.
  - 3. Murat (Claude-François de), brigadier des armées du roi, chevalier de Saint-Louis, chevalier, seigneur du marquisat de Montfort-le-Rotrou.
  - 4. Broc (Charles-Éléonor, comte de), chevalier, seigneur des Persages, lieutenant-colonel de cavalerie.
  - 5. Venevelles (Henry Louis d'Espagne, marquis de), lieutenant-colonel d'infanterie, chevalier de Saint-Louis, seigneur de Venevelles, la Roussière et autres lieux.

- Tiers état.
  - 6. Pélisson de Gennes (Guillaume-Joseph), seigneur de Boulay, Bellenos et autres lieux, conseiller du roi et de Monsieur, bailli du Sonnois, juge royal civil et criminel et lieutenant général de police au bailliage de Mamers.
  - 7. Livré (Eustache), échevin, ancien juge-consul, membre du bureau général de charité, ancien administrateur des hôpitaux, ancien directeur général de la Société royale d'agriculture de la généralité de Tours au bureau de la ville du Mans.
  - 8. Cornilleau (René), notaire à Surfond.

## Liens
Site de l'Assemblée Nationale 